# Fischerhof (Hofgut)
Der Fischerhof ist ein ehemaliges landwirtschaftliches Gut auf den Gemarkungen der Gemeinden Niederbrombach und Kronweiler. Er wurde ab 1833 von dem oldenburgischen Staatspräsidenten und Birkenfelder Regierungspräsidenten Laurenz Hannibal Fischer als Musterbetrieb eingerichtet. Seit 1963 ist der Fischerhof in Bundesbesitz und wurde bis 2014 durch die Bundeswehr als Standortübungsplatz genutzt.

## Geschichte
1831 wurde Laurenz Hannibal Fischer Regierungspräsident in der oldenburgischen Exklave Fürstentum Birkenfeld. Wegen der wenig fruchtbaren Böden, der schwierigen Topographie und dem linksrheinisch üblichen Realerbteilungsrecht war die landwirtschaftliche Leistung im Fürstentum nur gering. Fischer wollte dem als Lehrbeispiel ein großes Hofgut nach norddeutschem Muster entgegensetzen.
Der nach seinem Gründer benannte Fischerhof wurde 1833 auf dem Gemeindebann der Gemeinden Niederbrombach und Kronweiler gegründet. Fischer kaufte Land auf und der oldenburgische Großherzog Paul Friedrich August gab hierzu aus eigenem Besitz Gelände, so dass das Gut eine Größe von 502 preußischen Morgen erreichte, davon waren 400 Morgen Ackerland, 20 Morgen Wiesen und 80 Morgen Wald. Als Gutshof wurden ein Haupthaus, ein Gesindehaus sowie verschiedene Ställe und Scheunen erbaut.
Fischer ließ den Hof als Muster- und Lehrgut betreiben. Neue Produkte und Anbaumethoden wurden erprobt und versucht, sie den örtlichen Bauern zu vermitteln. So wurden über mehrere Jahre hinweg 52 verschiedene Kartoffelsorten erprobt, der Anbau von Himmelsgerste (Hordeum caeleste) versucht oder die Zucht von Widdern eingeführt. Umfangreiche Versuche zur Viehhaltung, der Wiesenpflege und deren Be- und Entwässerung folgten. Fischer publizierte seine gewonnenen Erfahrungen in der örtlichen Presse, wurde jedoch in seiner als belehrend und bevormundend empfundenen Art von der örtlichen Bevölkerung abgelehnt. Zahlreiche Misserfolge, auch bedingt durch die schlechten Böden und das für viele Produkte ungeeignete Klima, bestätigten die Skeptiker. 1848 wurde Fischer von der Bevölkerung vertrieben und überließ den Fischerhof verschiedenen Verwaltern.
1860 verkaufte Laurenz Hannibal Fischer den Hof an Ludwig Arenberg zu Enghien, der ihn 1867 an Engelbert-August von Arenberg aus Brüssel weitergab. 1889 erwarb der spätere preußische Landwirtschaftsminister Clemens Freiherr von Schorlemer-Lieser den Hof. Ab 1910 wechselte der Hof in rascher Folge seine Besitzer: 1910 der Industrielle August Cron aus Wiesbaden, 1913 der Freiherr Franz Werner von Droste zu Hülshoff aus Münster, 1915 der Kaufmann Heinrich Schäffer aus Münster, 1915 Reinhard Freiherr von Dalwigk zu Schloss Langen bei Bentheim, 1917 der Industrielle Heinrich Lapp aus Berlin-Wilmersdorf, der den Hof noch im gleichen Jahr an den Bielefelder Kaufmann Arnold Frick weitergab. 1918 erwarb der Kölner Franz Ott den Hof, um ihn als Sommersitz zu nutzen, während er den landwirtschaftlichen Betrieb einem Verwalter überließ. 1935 übernahm Carl Möhrle aus Zweibrücken den Fischerhof, um ihn intensiv in eigener Regie zu betreiben. In dem geschützten Umfeld der nationalsozialistischen Reichsnährstand-Marktordnung konnte der Hof nach erheblichem Aufwand rentabel betrieben werden. Dieses änderte sich unter den Marktbedingungen der Bundesrepublik, so dass Möhrle den landwirtschaftlichen Betrieb 1963 aufgab und den Fischerhof an die Bundesrepublik Deutschland verkaufte.
Der Fischerhof lag zuletzt in Händen der Bundesforsten und steht unter Denkmalschutz. Im Juni 2022 wurden die Gebäude und ein geringer Anteil der Flächen an einen privaten Investor verkauft. Die umliegenden Ländereien des ehemaligen Hofgutes verbleiben im Bundesbesitz.